# Isturgia nigrostriata
Isturgia nigrostriata là một loài bướm đêm trong họ Geometridae.